# アルファロメオ・P3
アルファロメオ・P3 (Alfa Romeo P3) は、ヴィットリオ・ヤーノによって設計されたグランプリ参戦用のクラシック・レーシングカー。P3・モノポスト (P3 monoposto)、ティーポB (Tipo B)とも呼ばれる。

## 概要
アルファロメオ・8Cエンジンを搭載したモデルの一つ。P3は純粋にシングルシーター(1人乗りレーシングカー)として設計された最初のグランプリ・カーで、アルファロメオにとっては1931年のティーポA・モノポストに続く2例目のシングルシーターだった。P3のベースになったのは成功したアルファロメオ・P2だったが、ヤーノはP2から学んだ教訓を生かし、より長いレース距離に耐え得るレーシングカーとして白紙の状態からP3を設計した。最初の純粋なシングルシーターであるP3はスーパーチャージャー付8気筒エンジンを搭載していた。P3の重量は約680kgで、鋳鉄製のエンジンブロックを使用していたにもかかわらず当時のレーシングカーとしては非常に軽量だった。
アルファロメオ・P3は1932年のグランプリ・シーズン途中の1932年6月にヨーロッパで実戦投入された。タツィオ・ヌヴォラーリのドライブによって参戦した最初のレースに勝利したP3は、この年ヌヴォラーリとルドルフ・カラツィオラの手で3つの重要なグランプリ(イタリアGP・フランスGP・ドイツGP)を含む6つのレースで優勝を飾った。
1933年のグランプリ・シーズンを迎えるにあたり、アルファコルセは経済的に困窮していた。過去の成功に満足していたアルファロメオは、P3を1933年のレースに出走させず、ただ保管しておくことを決めた。エンツォ・フェラーリは、自らが運営するアルファロメオのワークス・チームをスクーデリア・フェラーリとして独立させて活動することを強いられ、旧式で戦闘力に劣る8C 2300・モンツァを走らせることとなった。アルファロメオは8月になるまでP3の解放を渋り、その間にスクーデリア・フェラーリは25のレースを失った。激しい論争の末、ついにスクーデリア・フェラーリがP3を使用できることになった後、P3はシーズン終盤の11戦のうち6戦で優勝し、その中には2つの重要度の高いグランプリ（イタリアGPとスペインGP）での勝利も含まれていた。
1934年のグランプリ・シーズンを前に導入されたレギュレーションは車体の大型化を要求した。これに対応するため、P3のエンジン排気量は2.9Lまで拡大された。ルイ・シロンがリナ・モンレリ・サーキットで行われたフランスGPで優勝した。ヨーロッパ選手権の残りの4戦はメルセデスの圧勝に終わったが、この年にP3はヨーロッパで行われた35のグランプリの内、18のレースで勝利した。
1935年のグランプリ・シーズンを迎える頃には、P3はドイツメーカーの優れたマシンに対抗できなくなっており、この年のヨーロッパ選手権全7戦の内6戦では全く競争力を見せること無く敗北した。しかし残りの1戦でP3は、アルファロメオのワークスチームにとって最後となる、印象的な勝利をもたらした。メルセデスとアウトウニオンにとっては母国での開催となる、ニュルブルクリンクでの1935年ドイツグランプリに向け、ヌヴォラーリのP3の排気量は3.2Lまで拡大されていた。ドイツグランプリの序盤、ヌヴォラーリは先頭を走ったが、パンクに見舞われたことでピットストップを強いられた。ピットを離れてからのヌヴォラーリは、他車を掻き分けながら順位を上げて行き、最終ラップ、遥かに戦闘力に勝るメルセデスW25に乗るマンフレート・フォン・ブラウヒッチュがパンクに見舞われると、呆然とする30万のドイツ人の観衆を前に、ヌヴォラーリが勝利することとなった。

## P3を使用したドライバー
- 1932年: タツィオ・ヌヴォラーリ、ルドルフ・カラツィオラ、ジュゼッペ・カンパーリ（英語版）
バコーニン・ボルザッキーニ（英語版）
- 1933年: ルイ・シロン、ルイジ・ファジオーリ、ジュゼッペ・カンパーリ
- 1934年: アキーレ・ヴァルツィ、ルイ・シロン、ギ・モル（英語版）、ブライアン・E・ルイス
カルロ・フェリーチェ・トロッシ（英語版）、ジャンフランコ・コモッティ
- 1935年: タツィオ・ヌヴォラーリ、レイモン・ソメール、ルイ・シロン、ジョルジュ・ド・モンブレシュー伯爵
リチャード・シャトルワース、ルネ・ドレフュス、ヴィットリオ・ベルモンド、マリオ・タディーニ
アントニオ・ブリヴィオ、グイド・バルビエリ、ピエトロ・ゲルシ、レナート・バレストレーロ
- 1936年: レイモン・ソメール（英語版）、チャーリー・マーティン、ホセ・パディエルナ・デ・ヴィラパディエルナ
ジョヴァンニ・バッタリア、クレメンテ・ビョンデッティ、オースティン・ドブソン

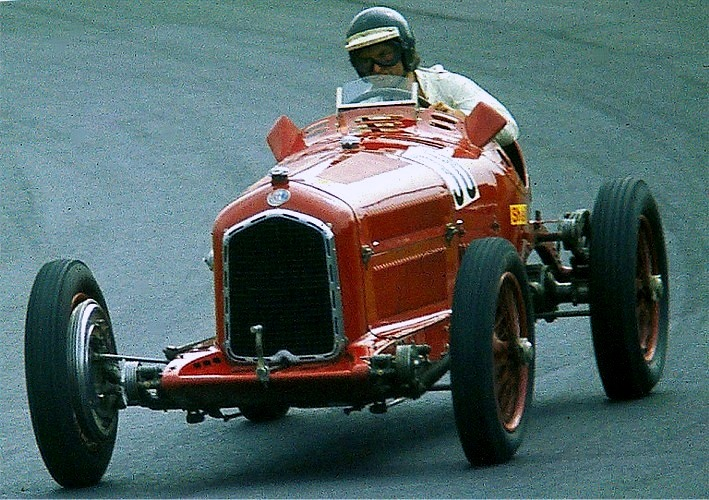
アラン・ド・カドネが乗るP3
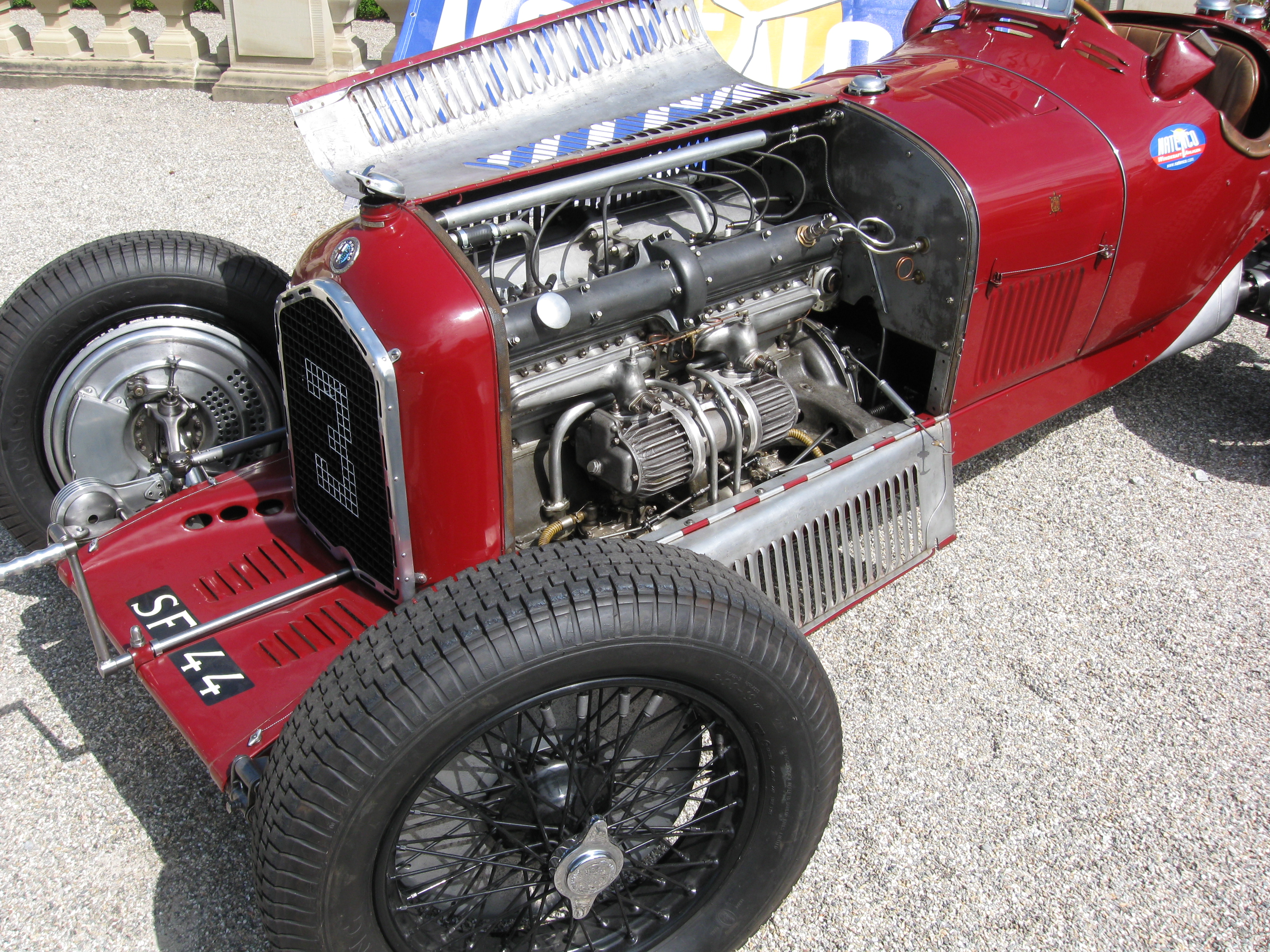
アルファロメオ・P3/ティーポBのエンジン - 2対のギアによるスーパーチャージャーが見える
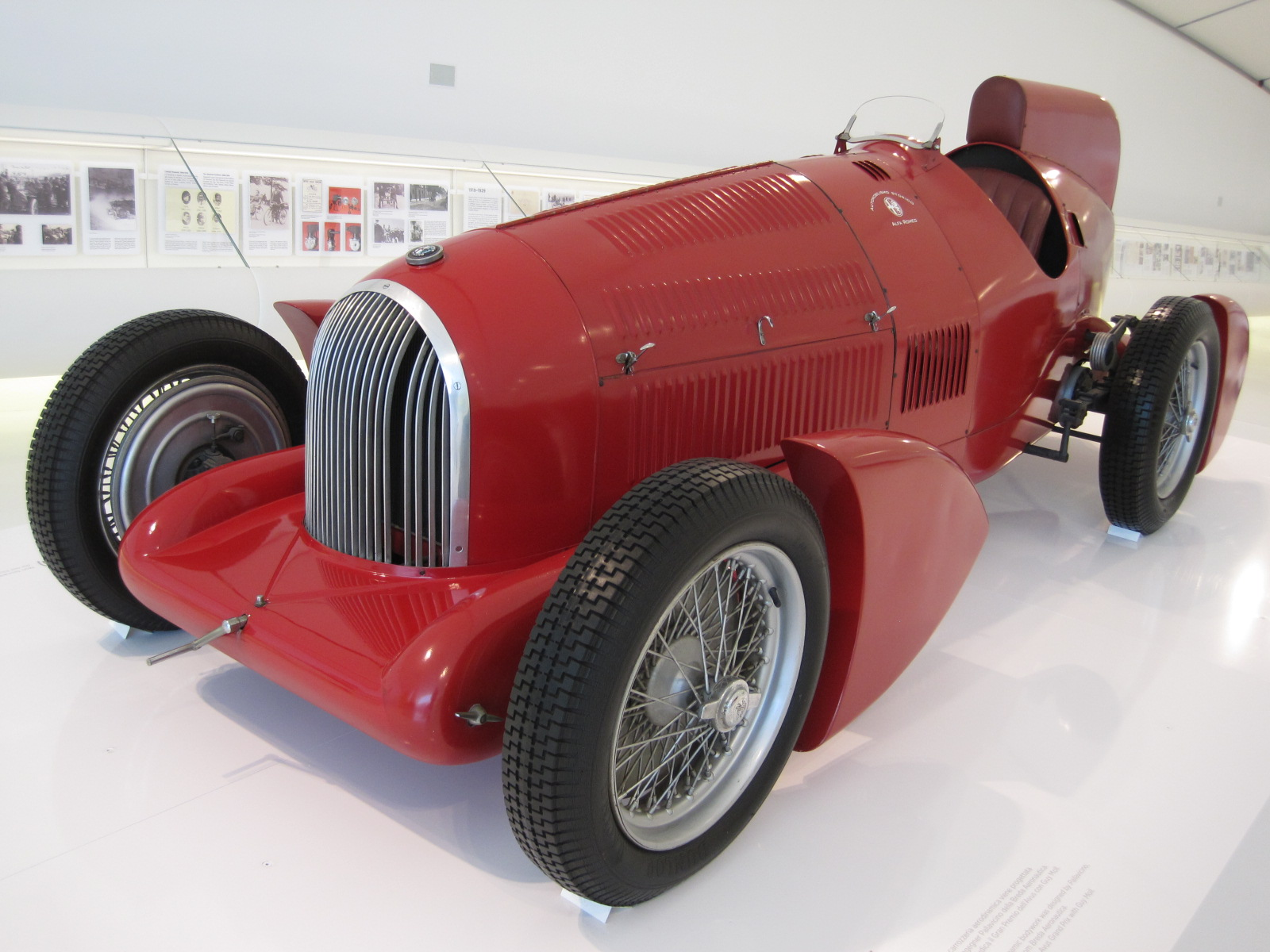
ギ・モルが1934年アヴスGPに勝利したストリームライナー仕様のティーポB
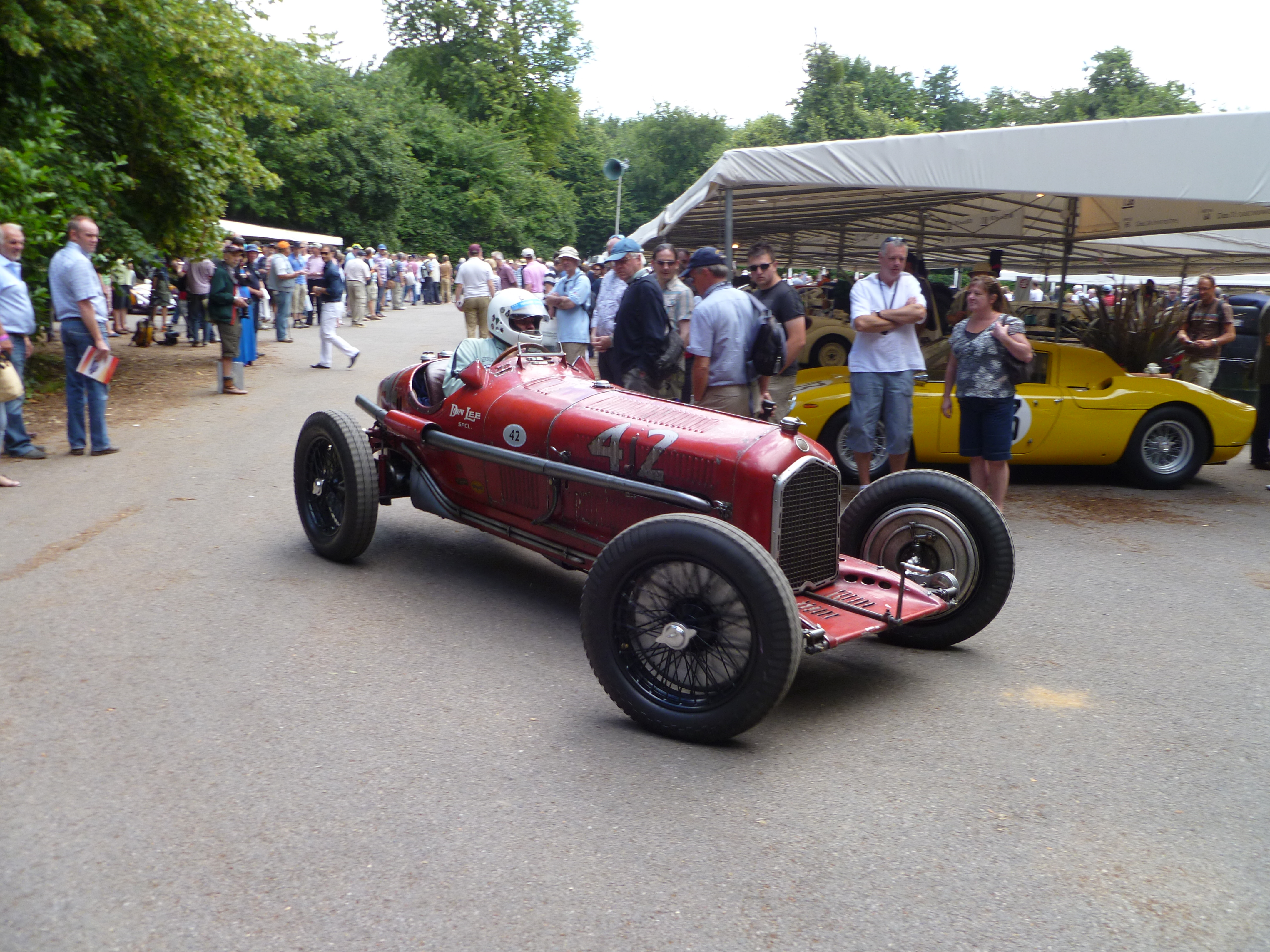
2011年グッドウッド・フェスティバル・オブ・スピードでの1932年型ティーポB - ダン・リー・スペシャル
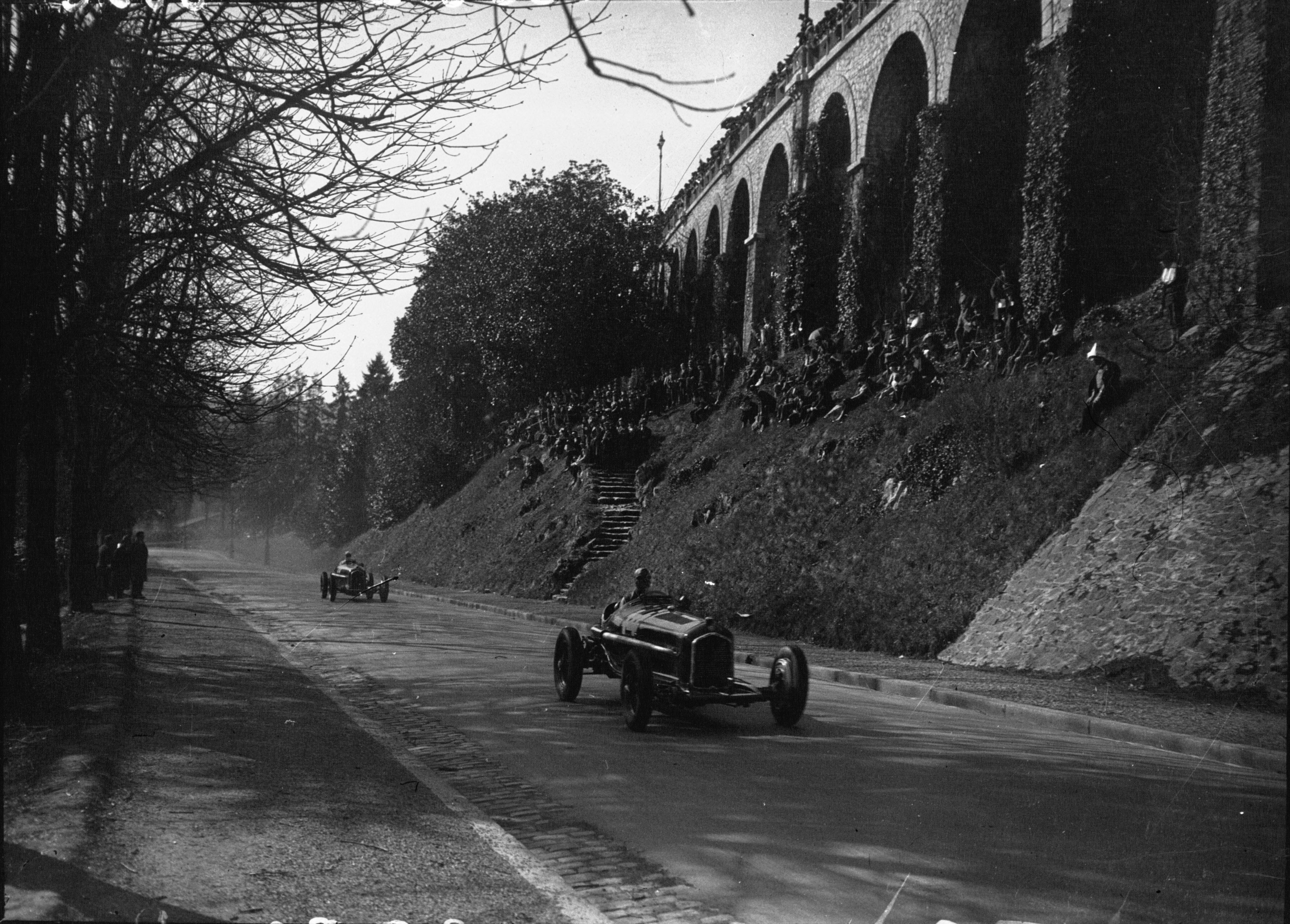
1935年ポーグランプリで疾走するタツィオ・ヌヴォラーリ